# Marcel Rouvière
Marcel Rouvière (né le 4 octobre 1921 à Alès, France - mort le 13 août 1976 au stade Jean-Bouin à Nîmes, France) fut un footballeur puis entraîneur français.
Chevalier du Mérite sportif, entraîneur fédéral de football, professeur d'éducation physique au Lycée Daudet à Nîmes. Créateur de la première section de sport-études football au lycée Daudet à Nîmes.
Il débute au club de Montbrison alors qu'il était élève de l'École Normale d'instituteurs de cette ville. De retour à Alès, il joue à l'olympique de 1942 à 1948, à Nîmes Olympique dont il porte les couleurs de 1948 à 1954, puis en tant qu'entraîneur fédéral de football.
Son nom a été donné au stade municipal de Nîmes en 1982.
Il marqua d'une forte empreinte son séjour à Alès et à Nîmes, et dans les milieux sportifs bénéficiait d'une immense sympathie.[réf. nécessaire]

## Distinctions
- Chevalier de l'ordre du Mérite sportif‎

## Carrière de joueur
- 1942-1948 : Olympique d'Alès (France)
- 1948-1955 : Nîmes Olympique (France)

## Palmarès de joueur
- Principales sélections : Sud-est (1947), Languedoc (1945).
- 7 sélections en équipe de France B, de 1947 à 1953 : contre le Luxembourg (1947), la Tunisie, la Turquie, la Grèce, l'Autriche B, la Yougoslavie B, le Maroc (capitaine de l’équipe de France 1953)
- Ligue 1 / Division 1 :
  - 5e (2) : 1950/51, 1952/53 (Nîmes Olympique).
  - 4 saisons, 103 matchs, 64 buts
- Ligue 2 / Division 2 :
  - Champion (1): 1949/50 (Nîmes Olympique).
  - Vice-champion (1) : 1946/47 (Olympique d'Alès)
- Coupe de France :
  - Demi-finaliste (1) : 1949/50 (Nîmes Olympique)

## Carrière d'entraîneur
- 1955-1976 : Nîmes Olympique (France)

## Palmarès d'entraîneur
Entraîneur-joueur de l'équipe de CFA, puis entraîneur des équipes juniors, recruteur de nombreux joueurs qui formèrent l'ossature de l'équipe professionnelle Nîmes Olympique (Luigi Landi, Michel Mézy, Jacky Novi, Henri Augé, Jean-Pierre Betton, Emilio Salaber, etc.), il mena une politique de formation qui fut l'une des meilleures de France et qui permet d'obtenir de brillants succès liés à la performance des équipes de jeunes.
- 3 Coupes Gambardella (1961, 1966, 1969)
- 1 Coupe des cadets